# Humberto Rosa
Humberto Jorge Rosa (* 8. April 1932 in Buenos Aires; † 8. September 2017) war ein argentinisch-italienischer Fußballspieler und späterer -trainer. Als Aktiver unter anderem bei Rosario Central, Juventus Turin und dem AC Neapel unter Vertrag, führte er später den AC Padova ins Endspiel um die Coppa Italia.

## Spielerkarriere
Humberto Rosa wurde am 8. April 1932 in der argentinischen Hauptstadt Buenos Aires geboren. Mit dem Fußballspielen begann er in Rosario beim dort ansässigen Klub Rosario Central. Gleich im ersten Jahr musste als Tabellenletzter der Abstieg aus der Primera División hingenommen werden. Zur Saison 1952 war man dann jedoch wieder aufgestiegen und konnte sich jetzt in der ersten Liga etablieren. Bis zu Rosas Abschied von Rosario Central in der Mitte der Spielzeit 1954 hielt sich Central in der Primera División. Der junge Mittelfeldspieler hatte von 1950 bis Sommer 1954 insgesamt 88 Ligaspiele mit neun Torerfolgen für seinen Arbeitgeber gemacht.
Zur Saison 1954/55 zog es Humberto Rosa nach Italien zu Sampdoria Genua. Dort schlug er jedoch nicht so recht als Stammspieler ein und kam in drei Jahren nur auf 48 Ligaeinsätze, in denen ihm zehn Treffer gelangen. Im Sommer 1957 schloss sich Humberto Rosa, der mittlerweile auch die italienische Staatsbürgerschaft besaß, dem Ligakonkurrenten AC Padova an. Unter Trainer Nereo Rocco und mit Spielern wie Kurt Hamrin, Ivano Blason oder Sergio Brighenti erlebte der Verein gerade seine bis heute erfolgreichste Phase. In der Serie A 1957/58 wurde man überraschend Dritter im Klassement, einzig hinter dem neuen italienischen Meister Juventus Turin sowie dem AC Florenz. Auch in den Jahren darauf wusste der AC Padova weiterhin zu überzeugen. 1959/60 wurde mit Rang sechs eine weitere starke Platzierung erreicht. Ein Jahr später konnte man gleiches wiederholen. Im Sommer 1961 trennten sich dann die Wege von Humberto Rosa und seinem Arbeitgeber. Zuvor hatte er gebürtige Argentinier in vier Jahren 150 Spiele gemacht und dabei sechzehn Mal das gegnerische Tor getroffen.
Von Padua aus wechselte Humberto Rosa zu Rekordmeister Juventus Turin, wo er die wohl schlechteste Saison überhaupt in deren Vereinsgeschichte erlebte. Als amtierender Meister wurde in der Serie A 1961/62 gerade einmal der dreizehnte Tabellenrang belegt, sechs Zähler vor dem ersten Abstiegsplatz, der im Übrigen vom AC Padova belegt wurde. Rosa wurde in dieser verkorksten Saison achtzehn Mal eingesetzt, ihm gelangen zwei Treffer. Danach ging er zum amtierenden Pokalsieger AC Neapel, mit dem er gleich in seiner ersten Saison als Aufsteiger wieder in die Serie B abstieg. Dort wurde mit Platz acht der angepeilte Wiederaufstieg deutlich verpasst. Nach Ende der Zweitligasaison 1963/64 beendete Humberto Rosa seine fußballerische Laufbahn im Alter von 32 Jahren.

## Trainerkarriere
Nur zwei Jahre später übernahm er die Nachfolge von Serafino Montanari beim AC Padova. Montanari war inmitten der Zweitligasaison 1965/66 aufgrund von Erfolglosigkeit entlassen worden. Unter dessen Nachfolger Rosa verbesserten sich die Leistungen des AC Padova wieder, der Verein beendete die Spielzeit im sicheren Mittelfeld. Im Folgejahr sah es mit Platz sechs ähnlich aus. Allerdings sorgte Padova 1966/67 in der Coppa Italia für Furore. Nacheinander schaltete man den AC Venedig, die US Palermo, den FC Varese, den SSC Neapel sowie Inter Mailand aus und stand im Endspiel des italienischen Pokalwettbewerbs. Dort wartete als Gegner der AC Mailand. Hier unterlag Padova dann allerdings durch ein Tor von Amarildo in der 49. Spielminute mit 0:1. Dennoch war der Finaleinzug ein großer Erfolg für den Verein, den er bis heute in dieser Form nicht wiederholen konnte. Im Ligabetrieb liefen die folgenden Jahre allerdings weniger gut. In der Saison 1968/69 führte Humberto Rosa seine Mannschaft als Letzter der Serie B in die Drittklassigkeit, danach trat er als Coach des AC Padova zurück.
Bei San Donà Calcio verbrachte Rosa die Saison 1970/71 in der Serie D, danach folgte ein Engagement bei US Siracusa von 1972 bis 1973 in der Serie C. 1973/74 coachte er die US Latina in gleicher Liga, hier musste jedoch als Tabellenletzter der Abstieg in die Serie D hingenommen werden. Nach einem Jahr Pause übernahm Rosa 1975 den mittlerweile in die Drittklassigkeit abgerutschten Traditionsverein Udinese Calcio, mit dem er aber auch nur einen Mittelfeldplatz belegte und nach einem Jahr nicht verlängert wurde. Danach folgten noch drei weitere Stationen bei Pro Patria Calcio, dem AC Venedig sowie noch einmal bei San Donà Calcio, die aber allesamt auch nicht von großen Erfolgen gekrönt waren.

## Erfolge

### Als Spieler
- Primera B: 1×

1951 mit Rosario Central

### Als Trainer
- Endspielteilnahme in der Coppa Italia: 1×

1966/67 mit dem AC Padova